# Bent Christensen Arensøe
Bent Christensen Arensøe (Koppenhága, 1967. január 4. –) Európa-bajnok dán válogatott labdarúgó, csatár és edző.

## Pályafutása

### Klubcsapatban
1984 és 1985 között a Brønshøj csapatában játszott. 1985 és 1986 között a svájci Servette játékosa volt és bajnoki címet szerzett. Az 1986–87-es idényben a Vejlében szerepelt. 1987-től 1991-ig a Brøndby játékosa volt, melynek tagjaként négy alkalommal (1987, 1988, 1990, 1991) nyerte meg a dán bajnokságot. 1991-ben 11 góllal a bajnokság legeredményesebb játékosa volt. 1991 és 1993 között Németországban a Schalke 04 együttesében futballozott. Az 1993–94-es szezonban a görög Olimbiakószt erősítette. 1994-től 1997-ig a spanyol Compostela színeiben 110 mérkőzésen lépett pályára és 35 gólt szerzett. 1997–98-ban a Gençlerbirliği labdarúgója volt Törökországban. 1998-tól 2000-ig a Brøndbyben játszott. 1998-ban bajnoki címet szerzett és megnyerte a dán labdarúgókupát. 2000-ben a Brønshøj játékosaként fejezte be a pályafutását.

### A válogatottban
1989 és 1994 között 26 alkalommal szerepelt a dán válogatottban és 8 gólt szerzett. Tagja volt az 1992-es Európa-bajnokságon győztes válogatott keretének.

## Sikerei, díjai
Servette
- Svájci bajnok (1): 1984–85

Brøndby IF
- Dán bajnok (5): 1987, 1988, 1990, 1991, 1997–98
- Dán kupagyőztes (2): 1988–89, 1997–98

Dánia
- Európa-bajnok (1): 1992

Egyéni
- A dán bajnokság gólkirálya (1): 1991 (11 gól)